# Veliko Selo (gmina miejska Palilula)
Veliko Selo (cyr. Велико Село) – wieś w Serbii, w mieście Belgrad, w gminie miejskiej Palilula. W 2011 roku liczyła 1594 mieszkańców.